# Усохи (Псковська область)
Усохи (рос. Усохи) — присілок в Пустошкинському районі Псковської області Російської Федерації.
Населення становить 17 осіб. Входить до складу муніципального утворення Алольська волость.

## Історія
Від 2015 року входить до складу муніципального утворення Алольська волость.

## Населення
| 2002 | 2010 |
| ---- | ---- |
| 8    | ↗17  |